# Barinas (država u Venezueli)
Barinas (španjolski. Estado Barinas) je jedna od 23 savezne države Venezuele, koja se nalazi na zapadu zemlje.
Administrativno središte države je istoimeni grad Barinas, do kojeg vodi većina državnih cesta.

## Geografske karakteristike
Barinas se najvećim dijelom prostire po ravnicama Llanosa, osim na sjeverozapadu gdje leže posljednji obronci Anda.
U njemu živi 816,264 stanovnika na površini od 35,200 km²-
Barinas graniči sa sljedećim saveznim državama; Méridom i Táchirom sa zapada, Apurom s juga, Guáricom i Cojedesom s istoka, Portuguesom sa sjeveroistoka i sa sjevera s Trujillom.

## Povijest
Početkom 17. stoljeća taj kraj postao je poznat izvrsnom duhanu, pa su njegovi stanovnici na trgovini njime (legalnoj i ilegalnoj jer je on bio kraljevski monopol) gradili svoj prosperitet. To je potrajalo sve do početka 19. stoljeća, kad je izbio Venezuelanski rat za neovisnost.
Barinas je dugo bio vodeći među venezuelskim državama u stočarstvu uz nešto poljoprivrede.
Svojevremeno je često trpio zbog velikih suša, ali i poplava za kišne sezone (od svibnja do listopada) kad su se razlile rijeke po savanama Llanosa. Nakon provođenja mjera za kontrolu malarije, brzog rasta naftne industrije te velikih državnih ulaganja po Llanos, naročito na navodnjavanju sjeverozapada, privreda Barinasa razvila se i proširila izvan svoje izvorne baze - stočarstva.

## Gospodarstvo
Danas se po Baranasu pored tradicionalnog duhana, sadi grah, suncokret, pamuk, kukuruz, kavu, banane, sezam i riža. 
Najveće promjene u ekonomiji Barinasa, desile su se nakon otkrića nafte 1948. Danas se nafta naftovodom transportira do 320 km udaljenih rafinerija na sjeveru u Moronu, nedaleko od luke Puerto Cabella.
Barinas je poznat po nacionalnom parku Sierra Nevada kojeg dijeli s Državom Mérida, on se prostire po planinama sjeverozapada.

## Vanjske poveznice
- Estado Barinas na portalu Venezuelatuya (šp.)
- Barinas na portalu Encyclopedia Britannica (engl.)